# مديد (اسم)
مديد هو اسم علم مذكر من أصل عربي، ومعناه هو صفة مشبهة، طويل القامة، من الفعل مدَّ ومد الشيء أي بسطه.

## وصلات خارجية
- موسوعة السلطان قابوس لأسماء العرب